# Richairo Živković
Richairo Živković (ur. 5 września 1996 w Assen) – holenderski piłkarz serbskiego pochodzenia występujący na pozycji napastnika w serbskim klubie FK Crvena zvezda oraz w reprezentacji Holandii do lat 21. Wychowanek FVV, w swojej karierze grał także w takich zespołach jak FC Groningen, AFC Ajax, Willem II, FC Utrecht, KV Oostende, Changchun Yatai, Sheffield United i Guangzhou R&F.